# Nosopsyllus antakyaicus
Nosopsyllus antakyaicus är en loppart som beskrevs av Aktas 1999. Nosopsyllus antakyaicus ingår i släktet Nosopsyllus och familjen fågelloppor. Inga underarter finns listade i Catalogue of Life.